# Big City Greens
Big City Greens ist eine amerikanische Zeichentrickserie von den Houghton-Brüdern Chris, der auch die Hauptrolle spricht, und Shane für den Disney Channel. Premiere hatte sie jeweils am 18. Juni 2018 in den Vereinigten Staaten auf dem Disney Channel und in Deutschland beim Ableger Disney XD.

## Handlung
Die Serie handelt von den Bauersleuten Green (englisch greens für Grünzeug/Gemüse), die in der Großstadt Big City (englisch für Großstadt) einen Culture Clash und verrückte Abenteuer erleben.
Nachdem sie ihre Farm auf dem Land verloren haben, zieht Bill Green mit seinen Kindern Tilly und Cricket zu seiner Mutter „Gramma“ Alice Green nach Big City. Ihr Haus stand ursprünglich alleine auf einer großen Fläche Land, auf der um das Haus herum aber die Großstadt entstand. In ihrem Garten legt Bill eine kleine Gemüsefarm an, deren Erträge die Familie am Wochenmarkt verkauft. In der Mitte der ersten Staffel kommt Nancy, Bills Exfrau und die Mutter der Kinder, aus dem Gefängnis zu ihnen.
In der zweiten Hälfte der dritten Staffel zieht die Familie zusammen mit Crickets Freund Remy zurück zur Farm auf dem Land bei der Kleinstadt Smalton; am Ende der Staffel kehren sie aber wieder in die Großstadt zurück, während Nancy zurückbleibt, um auf die Farm aufzupassen. In der vierten Staffel pendeln Bill und die Kinder zwischen Alice in Big City und Nancy in Smalton hin und her. Zu Nancy kommt außerdem überraschend ihr Vater.

## Figuren
Durch Namensnennung im Vorspann als Hauptfiguren ausgezeichnet sind von Beginn bis zur Mitte der dritten Staffel und wieder in der vierten Staffel, d. h. wenn die Familie in Big City wohnt: Cricket, Tilly, Bill und Alice. In der zweiten Hälfte der dritten Staffel, wenn sie in Smalton wohnen, sind es Cricket, Tilly, Bill, Remy und Nancy.

### Familie Green
- Cricket Green ist ein latzhosentragendes und barfüßiges Landei. Er besitzt übermäßig viel Energie, Enthusiasmus und Neugier für die neuartigen Dinge in der Großstadt, die seine spontanen und impulsiven Ideen oft ins Chaos stürzen. Sein Haustier ist eine alte, flohbefallene Hündin namens Phoenix. Von der ersten Staffel an arbeitet er im Big Coffee bis zu dessen Zerstörung.
- Tilly Green ist Crickets Schwester. Sie ist stiller und eher in sich gekehrt, aber auch exzentrisch, fantasievoll und betrachtet die Welt auf eine ganz eigene Weise, die andere befremdet und ihnen seltsam erscheint. So spielt sie mit einem Kartoffelsack, dem sie Knopfaugen und einen Schnauzbart verpasst hat und den sie Saxon nennt, und meint, dass ihre Ziege Melinda sich für einen Hund hält. Sie versucht mit allen Tieren eine Verbindung aufzubauen außer mit Pferden, vor denen sie heimlich Angst hat.
- Bill Green ist das Familienoberhaupt und Biofarmer. Er ist bodenständig, genügsam und geduldig und macht sich oft übermäßige Sorgen. Er versucht alles stets erst einmal selbst zu machen und versucht seinen Kindern die Tugenden von Eigenständigkeit, Arbeit und Verantwortung zu vermitteln. Bei einem Unfall mit der Heupresse hat er einen Teil eines Fingers verloren.
- Alice Green ist Bills Mutter und Crickets und Tillys Großmutter, in deren Haus sie einziehen. Sie gibt sich meistens mürrisch und kampflustig und will hauptsächlich nicht gestört werden, hat aber auch eine verborgene weiche und liebevolle Seite. Sie besitzt ein Schwert, das sie Schwerti nennt. Seit Ende der zweiten Staffel leitet sie mit Gloria das Gloria + Greens Café. Sie hat außerdem ein Holzbein und ein falsches Gebiss.
- Nancy Green ist Bills Exfrau und Crickets und Tillys Mutter. Als Rebellin war sie früher in einer Motorradgang, die sie für ihre Familie verlassen hat, und wurde verhaftet, als sie in einen Rinderbetrieb einbrach und die Tiere befreite. In der Mitte der ersten Staffel kehrt sie aus dem Gefängnis zurück, zieht aber nicht zur Familie, sondern lebt in einem Wohnwagen. Während die Kinder ihr nacheifern und cool zu sein versuchen, will sie, dass sie brave normale Kinder sind. Alice ist ihr gegenüber ablehnend und misstrauisch, weil sie nicht glaubt, dass Nancy Verantwortung für ihre Familie übernehmen kann. Am Ende der dritten Staffel bleibt sie in Smalton, um sich um die dortige Farm zu kümmern, während die anderen von da an zwischen Smalton und Big City hin und her wechseln.
- Nick Mulligan ist Nancys Vater. Er kommt in der vierten Staffel hinzu, um Zeit mit seinen Enkelkinder zu verbringen. Er war in der Vergangenheit Trickbetrüger und hat sich nicht gut um Nancy gekümmert, weswegen sie ihm mit ihren Kindern nicht vertraut. Nancy lässt ihn auf der Farm in Smalton wohnen, wenn er ihr dort bei der Farmarbeit hilft.

### Andere
- Remy Remington ist Crickets bester Freund, den dieser in der Stadt als ersten spontan kennenlernt. Seine Eltern Rashida und Russell sind beide Anwälte, sein Vater zudem ehemaliger American-Football-Spieler, wodurch sie reich sind und in einem Anwesen leben. Remy wird von ihnen zugleich überfürsorglich behütet, indem ihn sein persönlicher Bodyguard Vasquez begleitet, während sie meistens unterwegs sind, als auch elitär gefordert mit verschiedenen zusätzlichen Aktivitäten wie Geigenunterricht, den er häufig schwänzt, um mit Cricket zu spielen. Durch seinen Freund lernt Remy mehr Selbstvertrauen und sich gegen seine Eltern zu behaupten. In der dritten Staffel geht er mit den Greens mit nach Smalton.
- Gloria Sato arbeitet als Barista in dem Kaffeeladen Big Coffee, das sich auf der anderen Seite des Zauns rechts neben der Green-Farm befindet. Diese Nähe führt dazu, dass die Kinder sie bei der Arbeit stören und zunächst eine Feindschaft entsteht. Nachdem Cricket aber, um einen Schaden zu begleichen, ihr Mitarbeiter wird, freunden sie sich nach einigen Schwierigkeiten bald an. Gloria gibt vor, aus Big City zu stammen, kommt aber eigentlich aus der Vorstadt, und träumt davon, irgendwann nach Paris zu gehen. Ihre Chefin Ms. Cho kommt unregelmäßig im Laden vorbei, um sie zu überprüfen und zu bewerten, was sie ohne Worte tut. Als Gloria ihren Job verliert, weil Chip Pfeifer Big Coffee zerstört, und sich so ihre Wohnung nicht mehr leisten kann, zieht sie in den Keller der Greens. Nach ein paar Kurzjobs gründet sie am Ende der zweiten Staffel mit der Familie das Gloria + Greens Café und leitet mit Alice Green das Café.
- Chip Pfeifer (englisch Whistler) ist Manager eines Wholesome Foods Supermarkt, später CEO, und empfindet daher die Greens als neue Konkurrenz und verfällt immer wieder in rivalisierende Kämpfe mit Cricket. Seine Auftritte enden als Running Gag damit, dass seine Zähne splittern (englisch chip für Splitter), wodurch beim Sprechen ein Pfeifton entsteht. In der zweiten Staffel versucht er das Haus der Greens zu zerstören, wofür er Big Coffee aufkauft und sprengt; nachdem er damit scheitert, wird er aus der Stadt verbannt und für tot gehalten. Am Ende der dritten Staffel taucht Chip wieder auf und möchte sich für die Verbannung rächen.
- Officer Keys ist ein Polizist in Big City, der stets gute Laune hat und in seiner Freundlichkeit kleinere Regelübertretungen übersieht.
- Benny, Kiki und Weezee sind drei weitere Freunde von Cricket, Tilly und Remy, mit denen sie manchmal spielen. Gregly ist ein immer grantiger und schreiender Junge. Andromeda ist Tillys beste Freundin und eine paranoide Verschwörungstheoretikerin. Gabriella ist Crickets Schwarm und wird seine feste Freundin. Die drei Kaitlyns sind Glorias gleichaltrige Freundinnen.
- Brett, der im Tierheim arbeitet, und Mr. Grigorian, dessen Haustier eine Katze namens Anush ist, sind Nachbarn der Greens in dem Apartmentgebäude links neben der Farm. Alexander und Terry sind zwei Männer, die gemeinsam in einem Apartment leben. Bei gemeinsamen Auftritten spricht in der Regel nur Alexander, während Terry schweigsam bleibt.
- Maria-Media ist die lokale Fernsehreporterin, Community Sue die Leiterin des Gemeinschaftszentrum, Gwendolyn Zapp eine verrückte Wissenschaftlerin futuristischer Technologien.
- In der Kleinstadt Smalton ist Patti die Besitzerin und Kellnerin eines Diner. Good Ol’ Joe ist Bills bester Freund; Hector war Crickets bester Freund, aber hat mittlerweile andere Interessen und eine feste Freundin namens Sunday. Seinen Platz bei Cricket und Remy nimmt seine Schwester Lupita ein.

## Synchronisation
| Rolle              | Originalsprecher            | Deutsche Sprecher                          |
| Greens             | Greens                      | Greens                                     |
| ------------------ | --------------------------- | ------------------------------------------ |
| Cricket Green      | Chris Houghton              | David Turba                                |
| Tilly Green        | Marieve Herington           | Anja Rybiczka                              |
| Bill Green         | Bob Joles                   | Detlef Bierstedt (S1–3) Dirk Bublies (S4–) |
| Alice Green        | Artemis Pebdani             | Denise Gorzelanny                          |
| Nancy Green        | Wendy McLendon-Covey        | Daniela Hoffmann                           |
| Nick Mulligan      | Billy West                  | Rainer Fritzsche                           |
| Weitere            |                             |                                            |
| Remy Remington     | Zeno Robinson               | Dirk Petrick                               |
| Gloria Sato        | Anna Akana                  | Marieke Oeffinger                          |
| Chip Pfeifer       | Paul Scheer                 | Bernhard Völger                            |
| Officer Keys       | Andrew Daly                 | Stefan Krause                              |
| Vasquez            | Danny Trejo                 |                                            |
| Rashida Remington  | Lorraine Toussaint          |                                            |
| Russell Remington  | Colton Dunn                 | Thomas Schmuckert                          |
| Kiki               | Monica Ray Stephanie Sheh   |                                            |
| Benny              | Luke Lowe                   | Diana Borgwardt                            |
| Weezee             | Lamar Woods                 |                                            |
| Gregly             | Tim Robinson                | Sven Plate                                 |
| Brett              | Colton Dunn                 |                                            |
| Mr. Grigorian      | Maurice LaMarche            |                                            |
| Alexander          | John Early                  |                                            |
| Community-Sue      | Betsy Sodaro                |                                            |
| Maria Media        | Raven Symoné                |                                            |
| Andromeda          | Nicole Byer                 |                                            |
| Gabriella          | Jenna Ortega Nikki Castillo | Lisa Braun                                 |
| Gwendolyn Zapp     | Cheri Oteri                 |                                            |
| Figuren in Smalton |                             |                                            |
| Patti              | Brooke Dillman              | Frauke Poolman                             |
| Good Ol' Joe       | Darin De Paul               |                                            |
| Hector             | Harvey Guillén              | Lucas Wecker                               |
| Sunday             | Ali Stroker                 |                                            |
| Lupita             | Rylee Alazraqui             |                                            |

Geräusche für die Haus- und Farmtiere liefert Dee Bradley Baker. In Episoden, die Abenteuer der Tiere aus deren Perspektive zeigen, sprechen unter anderen Jameela Jamil Hund Phoenix und Alfred Molina Hahn Cogburn.

## Episodenliste
| Staffel | Episodenanzahl | Vereinigte Staaten                   | Vereinigte Staaten | Deutschland     | Deutschland       |
| Staffel | Episodenanzahl | Staffelpremiere                      | Staffelfinale      | Staffelpremiere | Staffelfinale     |
| ------- | -------------- | ------------------------------------ | ------------------ | --------------- | ----------------- |
| 1       | 30 (58)        | 18. Juni 2018                        | 9. März 2019       | 18. Juni 2018   | 30. August 2019   |
| 2       | 30 (58)        | 16. November 2019                    | 9. Dezember 2019   | 3. April 2021   | 11. Dezember 2021 |
| 3       | 20 (36)        | 9. Okt. 2021 (Special) 12. Feb. 2022 | 9. Mai 2022        | 25. März 2023   | 9. Dezember 2023  |
| 4       | 30(58)         | 23. September 2023                   | 9. August 2025     | 4. März 2024    |                   |

## Produktion und Ausstrahlung
Big City Greens stammt von den Brüdern Chris und Shane Houghton. Sie wuchsen in der Kleinstadt St. Johns (Michigan) auf und zogen Jahre später in die Großstadt Los Angeles, wodurch sie selbst einen Kulturschock erlebten. Sie begannen mit der Idee für die Serie, zu der ihre Erfahrungen als Inspiration dienten, während der Arbeit an der Nickelodeon-Serie Harveys schnabelhafte Abenteuer. Als Executive Producer fungiert Rob Renzetti, der mit ihnen an Willkommen in Gravity Falls arbeitete. Die Serie ist 2D-animiert und wird zunächst vollständig per Hand auf Papier gezeichnet; die anschließende Produktion und Färbung wird von Rough Draft und Sugarcube Animation Studio in Korea durchgeführt.
Disney XD bestellte im März 2016 die von Chris und Shane Houghton entwickelte Serie für 2018 zunächst unter dem Titel Country Club; der neue Titel Big City Greens wurde im Juli 2017 bekanntgegeben. Im März 2018 wurde berichtet, dass sie statt bei XD auf dem Disney Channel ausgestrahlt werde. Am 17. Mai 2018 wurden sowohl der Starttermin der ersten Staffel am 18. Juni als auch die Verlängerung um die zweite Staffel bekanntgegeben. Deren Ausstrahlung begann am 16. November 2019. Am 13. Januar 2021 erfolgte die Verlängerung um eine dritte Staffel. Ihre Ausstrahlung begann am 12. Februar 2022; zuvor wurde am 21. Januar eine vierte Staffel sowie ein Musicalfilm angekündigt.
Die vierte Staffel begann im September 2023. Der Film Big City Greens the Movie: Spacecation erschien in den Vereinigten Staaten am 6. Juni 2024 beim Disney Channel und am folgenden Tag auf Disney+. Er spielt im Weltraum und enthält ein Cameo des Raumfahrers Scott Kelly. Im selben Monat wurde die Serie um eine fünfte Staffel verlängert. In Deutschland erschien der Film am 15. November 2024. Die vierte Staffel enthält die 100. Episode der Serie mit einem Cameo von Mark Hamill; diese wurde Anfang Mai 2025 ausgestrahlt. Die Serie wurde die am längsten laufende Fernsehanimationsserie von Disney hinter Phineas und Ferb.

## Auszeichnungen/Nominierungen
Annie Awards
- 2020: Bestes Voice-Acting, für Marieve Herington (Tilly) – Nominierung
- 2021: Bestes Storyboarding – Nominierung

Daytime Emmy Awards
- 2019: Herausragende Darstellung in einer Animationsserie, für Marieve Herington (Tilly) – Nominierung
- 2020: Herausragende Darstellung in einer Animationsserie, für Chris Houghton (Cricket), Marieve Herington (Tilly) – Nominierung
- 2020: Herausragendes Drehbuch in einer Animationsserie – Nominierung
- 2020: Herausragendes Animations-Special, für Green Christmas – Nominierung
- 2021: Herausragendes Drehbuch in einer Animationsserie – Nominierung

Children's & Family Emmy Awards
- 2023: Herausragende Kinder- oder Jugend-Animationsserie – Nominierung
- 2023: Herausragendes Casting für eine Animationsserie – Nominierung

Nickelodeon Kids’ Choice Awards
- 2024: Lieblings-Cartoonserie – Nominierung